# Kōki Niwa
Koki Niwa (jap. 丹羽 孝希 Niwa Kōki; ur. 10 października 1994 w Hokkaido) – japoński tenisista stołowy, wicemistrz olimpijski, medalista mistrzostw oraz pucharu świata, złoty medalista Igrzysk Olimpijskich Młodzieży 2010 oraz mistrzostw świata juniorów w 2010 (w grze podwójnej) i w 2011 (w grze pojedynczej).